# Charles Faulkner
Charles Faulkner (* 29 februari 1960) is een Amerikaanse lifecoach, motivatietrainer, effectenhandelaar en schrijver.
Faulkner studeerde Engels en experimentele psychologie. Op het gebied van effectenhandel staat Faulkners profiel beschreven in het boek The New Market Wizards (1992) van Jack D. Schwager.
Faukner heeft een groot aantal bijdragen geleverd op het gebied van Neurolinguïstisch Programmeren (NLP), waaronder het boek NLP: The New Technology. Daarnaast is Faulkner bekend vanwege zijn zogeheten succescassettes, waaronder Success Mastery With NLP/Cassettes, The Essence of Intuition! en Submodalities: An Inside View of Your Mind.